# Robert Margouleff
Robert Margouleff (New York, 8 agosto 1940) è un produttore discografico e tecnico del suono statunitense, pioniere della musica elettronica.

## Biografia
Robert Margouleff è attivo nel settore musicale dal 1967 e si è distinto per il suo lavoro pionieristico come produttore discografico e ingegnere del suono al servizio di artisti influenti quali Stevie Wonder, Devo, America, Jeff Beck, Joan Baez, Depeche Mode e moltissimi altri.
È stato amico e collaboratore del pioniere degli strumenti musicali newyorkese Robert Moog con il quale ha lavorato allo sviluppo di strumenti musicali che consentirono agli artisti dell'industria discografica di programmare e utilizzare regolarmente i sintetizzatori nelle loro produzioni. Queste innovazioni trasformarono l'industria musicale influenzandone profondamente il sound, e divenne elemento fondamentale nell'evoluzione della musica moderna.
Margouleff è stato anche una delle prime risorse creative della "fabbrica" di Andy Warhol, producendo tra l'altro Ciao! Manhattan (1972), un film cult semi-biografico dell'attrice cinematografica e socialite degli anni '60 Edie Sedgwick, una delle "superstar" di Warhol.
Nel 1968 acquista un Moog IIIc, passato alla storia come la "prima orchestra di sintetizzatori”, con il quale produce alcuni lavori. Il noto bassista Malcolm Cecil volle incontrarlo per conoscere meglio questo nuovo strumento musicale e, in quell'occasione, i due suggellarono un patto nel quale Cecil si impegnava ad insegnare a Margouleff come lavorare una console di registrazione, e in cambio lui avrebbe insegnato a Cecil come utilizzare il Moog. In sole due settimane il duo decise di costruire il più grande sintetizzatore al mondo, T.O.N.T.O., descritto in seguito dalla rivista Rolling Stone come “Rivoluzionario”..
Nel 1970 negli studi Media Sound di New York il bassista inglese e il tecnico statunitense, con il benestare di Robert Moog in persona, iniziarono a modificare il Moog III a cui aggiunsero altri moduli e tastiere. Nel corso del tempo lo strumento raggiunse le dimensioni di una stanza e continuò ad essere implementato dai due ingegneri. The Original New Timbral Orchestra, abbreviato in T.O.N.T.O., è di fatto il primo sintetizzatore polifonico e multimbrico della storia. Gli studi Media Sound, grazie all'enorme apparecchiatura, diventarono in quel periodo un importante centro di sperimentazione di musica elettronica.
Con l'impiego di TONTO Cecil e Margouleff dettero dapprima alle stampe "A Moog Mass" con il nome di Caldera, per poi ribattezzarsi TONTO's Expanding Head Band con l'obiettivo di sfruttare al meglio la loro trovata ingegneristica come mezzo espressivo. Nel 1971 aggiungono un secondo Moog all'armamentario e pubblicano, per la Embryo Records: "Zero Time". Il disco attirò l'attenzione di moltissimi artisti di spicco dell'epoca tra cui il cantante Stevie Wonder, già colpito da "Switched on Bach", l'esperimento al Moog di Walter Carlos del 1968. Il cantante statunitense, deciso a rivoluzionare la propria musica, prima cercò di avvicinare Carlos senza successo, ed in seguito, con l'aiuto del bassista Ronnie Blanco riuscì a reclutare Cecil e Margouleff come ingegneri e produttori per i suoi lavori successivi. La fase artistica di Stevie Wonder del biennio 1972-1974, e i suoi quattro album del periodo, sono profondamente segnati dalla collaborazione con i due tecnici.
A partire dal 1972 i due infatti iniziano a lavorare con Stevie Wonder su una serie di album pluripremiati: Music of My Mind (1972), Talking Book (1972), Innervisions (1973) e Fulfillingness' First Finale (1974), nei quali Margouleff e Cecil sono produttori associati, ingegneri e programmatori dei sintetizzatori.
TONTO è stato fondamentale nel rapporto del duo con Stevie Wonder perché permise al cantante di arrangiare le proprie tracce e di essere coinvolto in ogni fase del processo di registrazione. Il trio registrò infatti 17 canzoni in soli tre giorni pronte per la pubblicazione su album. Dopo Fulfillingness' First Finale, Margouleff e Cecil cessarono la collaborazione con Wonder a causa di rapporti commerciali scorretti e di un mutato rapporto con l'artista. Nel 1974 Robert Margouleff vinse il Grammy Award per "Best Engineered Album, Non-Classical" insieme a Malcolm Cecil per l'album Innervisions interpretato da Stevie Wonder.
Nel 1975 la band TONTO's Expanding Head Band riprese il lavoro con It's About Time e la coppia collaborò all'album di Billy Preston It's My Pleasure.
Margouleff successivamente produrrà musica con Jeff Beck, Robin Trower, David Sanborn, Depeche Mode, Oingo Boingo, i Doobie Brothers, Quincy Jones, Bobby Womack, gli Isley Brothers, Gil Scott-Heron, Weather Report, Stephen Stills, Dave Mason, Little Feat, Joan Baez, Steve Hillage, Paul Rodgers e molti altri.
Nel 1980 ha prodotto l'album Freedom of Choice per la band new wave americana Devo. Lavorando con Margouleff, il co-fondatore e cantautore principale, Gerald Casale, dichiarò: "Ha appena portato il giusto tipo di tono ed energia al progetto”. In un'intervista per Rhino Records, Casale disse che “la demo dei Devo per l'album, nel quale facevamo ampio uso del Moog, convinsero Margouleff a lavorare con noi.”
Nel 1997 è stato uno dei principali fondatori di Mi Casa Multimedia di Los Angeles, uno studio di missaggio leader nel settore del suono surround specializzato in home theater, DTS e DVD/Blu-ray in alta definizione per i maggiori studi di produzione cinematografica hollywoodiani. Gli studi di Mi Casa Multimedia si trovano sulla collina di Hollywood nell'ex villa dell'attore Bela Lugosi.
Margouleff è inoltre partner della Safe Harbor Pictures LLC. di Los Angeles, con cui ha sviluppato un flusso di produzione, dalle riprese al montaggio, ad alta definizione 2D/3D completamente senza nastro. Come appassionato velista e regista di documentari, ha prodotto Tall Ships of the World, una serie di 13 episodi sui più grandi velieri americani, disponibile in Blu-ray in 3D.
Il 4 novembre 2010 è stato invitato come speaker principale per la 129ª Convention AES al Moscone Center di San Francisco. La sua conferenza era intitolata Cosa diavolo è successo? (What the Hell Happened?), nel quale ha esaminato l'influenza degli sviluppi frenetici della tecnologia sulla creatività nell'industria musicale e nelle arti discografiche.
Nel 2013 il museo del National Music Center (Centro Nazionale della Musica) ha acquistato il sintetizzatore TONTO.

## Discografia

### Con Malcolm Cecil
- 1971: Zero Time – TONTO's Expanding Head Band
- 1975: It's About Time – TONTO's Expanding Head Band

### Come ingegnere del suono, produttore, e programmatore di synth con Cecil
- 1970: A Moog Mass – Caldara
- 1971: The Great Blind Degree – Richie Havens
- 1972: Music of My Mind – Stevie Wonder
- 1972: Talking Book – Stevie Wonder
- 1973: Innervisions – Stevie Wonder
- 1973: The Captain and Me – The Doobie Brothers
- 1973: 3+3 – The Isley Brothers
- 1973: Kindling – Gene Parsons
- 1974: Fulfillingness' First Finale – Stevie Wonder
- 1974: Good Old Boys – Randy Newman
- 1974: Live It Up – The Isley Brothers
- 1974: Shankar Family & Friends – Ravi Shankar
- 1975: It's My Pleasure – Billy Preston
- 1975: The Heat Is On – The Isley Brothers
- 1975 Join Me and Let's Be Free – Wilson Pickett
- 1975 Tale Spinnin' – Weather Report
- 1977 Motivation Radio – Steve Hillage

### Con altri artisti
- 1966/1985: Star Trek OST dal Pilot "The Cage" e "Where No Man Has Gone Before", compositore della colonna sonora Alexander Courage
- 1968: Presenting... – Lothar and the Hand People
- 1973: Hat Trick – America (programmazione dei synth)
- 1976: Billy Preston – Billy Preston
- 1976: 2nd Resurrection – The Stairsteps
- 1977: Ready for the World – Inner Circle
- 1978: Introducing the ARP Avatar – Ned Liben
- 1980: Minimum Wage Rock & Roll – The BusBoys
- 1980: Freedom of Choice – Devo
- 1982: As We Speak – David Sanborn
- 1982: The Innocents – The Innocents
- 1983: Good for Your Soul – Oingo Boingo
- 1986: "All I Need" – The Manhattans (additional producer, remix)
- 1986: "But Not Tonight" – Depeche Mode (additional producer, remix)
- 1987: Renaissance – Branford Marsalis
- 1987: American Soul Man – Wilson Pickett
- 1990: The Odd Get Even – Shadowfax
- 1991: Live in Concert – 2 Live Crew
- 1992: Freedom to Fly – Tony MacAlpine
- 1994: Alternative NRG – various artists
- 1995: Conversation Peace – Stevie Wonder (mixing)
- Unknown: Rumor Has It EP – Avalon